# Party Starter
Party Starter è un singolo del rapper statunitense Will Smith, pubblicato il 2 agosto 2005 come secondo estratto dal quarto album in studio Lost and Found.

## Tracce
1. Party Starter (Radio Edit) – 4:24
2. Party Starter (Frshman Remix) – 4:15
3. Party Starter (Co-P Grimey Mix) – 4:30
4. Party Starter (Video)

## Classifiche
| Chart (2005)      | Peak position |
| ----------------- | ------------- |
| Svizzera          | 26            |
| Austria           | 62            |
| Olanda            | 44            |
| Belgio            | 48            |
| Australia         | 33            |
| Nuova Zelanda     | 35            |
| Canada            | 45            |
| UK                | 19            |
| Billboard Hot 100 | 25            |